# 남해초등학교
남해초등학교는 대한민국 경상남도 남해군 남해읍 북변리에 있는 초등학교이다.

## 연혁
- 1905년 10월 1일 사립진명학교로 개교
- 1912년 4월 1일 남해공립보통학교로 변경
- 1938년 4월 1일 남해읍내공립심상소학교로 개칭
- 1941년 4월 1일 남해읍내공립국민학교로 개칭
- 1947년 1월 31일 남해국민학교로 개칭
- 1966년 5월 7일 해양국민학교 분리
- 1987년 12월 28일 본관 3층 증축
- 1990년 9월 13일 후관 3층 준공
- 1991년 2월 27일 다목적 교실 준공
- 1996년 3월 1일 남해초등학교로 개칭
- 2007년 1월 30일 100주년 기념관 건립, 인조잔디구장 조성
- 2016년 3월 1일 제37대 박은수 교장 부임
- 2017년 2월 14일 제104회 졸업식(졸업생 총수 20,002명)
- 2021년 10월 23일 제45회 대한민국관악경연대회 금상 수상
- 2022년 09월 30일 제71회 개천예술제 전국음악경연대회 합주 연합부 대상 수상
- 2022년 09월 30일 본관 및 후관 개축 공사
- 2022년 10월 29일 100주년 기념관 별별극장 개소
- 2022년 10월 31일 남해초 다목적강당 환경개선 공사
- 2022년 12월 16일 제30회 거창겨울연극제 금상(뮤지컬부), 은상(연극부)
- 2023년 3월 12일 제7회 경남축구협회장기 유소년축구대회 및 52회 전국소년체전 초등부 경남대표 선발전 준우승
- 2023년 4월 16일 여수시장배 다문화 유소년 초청 축구대회 10세부 우승. 11세부 우승
- 2023년 4월 22일 경남초중학생 종합체육대회 우승 -검도(단체 우승), 볼링(남자부 우승, 여자부 우승), 축구(단체 우승)
- 2023년 9월 1일 제40대 이병옥 교장 부임
- 2023년 10월 5일 제72회 개천예술제 전국음악경연대회 합주 연합부 금상 수상
- 2024년 1월 10일 제111회 졸업식(졸업생 113명, 총수 20,729명)
- 2025년 2월 12일 제112회 졸업식(졸업생 미확인, 총수 미확인)

## 참고 자료
- 남해초등학교 - 한국교육학술정보원 학교알리미